# Jason Baird
Jason Baird (* 1983) ist ein australischer Maskenbildner.

## Leben
Baird ist seit seiner Kindheit an Filmkunst interessiert. Er ist Direktor des australischen Studios JMB FX, das sich auf Prothesen und Kostüme für Filme spezialisiert hat. Er arbeitete an Filmen wie Thor: Tag der Entscheidung, Aquaman oder Elvis mit. Für die Arbeit an letzterem erhielt er zahlreiche Nominierungen und Preise, darunter den AACTA Award sowie eine Oscar-Nominierung für das beste Make-up und die besten Frisuren.

## Filmografie (Auswahl)
- 2002: Star Wars: Episode II – Angriff der Klonkrieger (Star Wars: Episode II – Attack of the Clones)
- 2010: The Pacific
- 2017: Thor: Tag der Entscheidung (Thor: Ragnarok)
- 2017: Kong: Skull Island
- 2018: Aquaman
- 2022: Elvis

## Auszeichnungen
- 2010: Emmy in der Kategorie Outstanding Prosthetic Makeup For A Series, Miniseries, Movie Or A Special – The Pacific[2]
- 2022: AACTA Award in der Kategorie Bestes Make-up und beste Frisuren
- 2023: BAFTA in der Kategorie Best Make Up & Hair für Elvis
- 2023: Oscar-Nominierung in der Kategorie bestes Make-up und beste Frisuren für Elvis